# L'elefanta del mag
L'elefanta del mag (títol original en anglès, The Magician's Elephant) és una pel·lícula fantàstica animada per ordinador dirigida per Wendy Rogers, escrita per Martin Hynes i produïda per Julia Pistor. Es tracta d'una producció estatunidenca i australiana. Basada en la novel·la homònima del 2009 de Kate DiCamillo, està animada per Animal Logic i va ser distribuïda per Netflix el 17 de març de 2023. S'ha doblat i subtitulat al català.
La pel·lícula original en anglès compta amb les veus de Noah Jupe, Mandy Patinkin, Natasia Demetriou, Benedict Wong, Miranda Richardson i Aasif Mandvi.

## Sinopsi
En Peter està buscant la seva germana perduda, l'Adele. Un endeví li diu que trobi un mag amb una elefanta.

## Producció
El 17 d'agost de 2009, 20th Century Fox va anunciar que Martin Hynes adaptaria una novel·la titulada The Magician's Elephant, que encara no s'havia estrenat, a un llargmetratge. En aquest mateix anunci, Julia Pistor també va ser confirmada com a productora de la pel·lícula. El 15 de desembre de 2020, després de caure en un development hell durant uns quants anys, es va anunciar que Pistor havia portat la propietat a Netflix, que va adquirir els drets de la pel·lícula del llibre i el guió per desenvolupar el llargmetratge d'animació, amb Animal Logic treballant en l'animació. En el mateix anunci, Noah Jupe, Benedict Wong, Pixie Davies, Sian Clifford, Brian Tyree Henry, Mandy Patinkin, Miranda Richardson, Natasia Demetriou, Kirby Howell-Baptiste, i Dawn French van ser elegits per protagonitzar la pel·lícula.